# شط الفجاج
شط الفجاج هو شط يقع في الصحراء التونسية و يمتد من مدينة قابس شرقًا إلى قرية الدبابشة غربًا، حيث يتصل بشط الجريد. يبلغ عرضه 30 كم وطوله 90 كم.